# Bergenmeersen
Bergenmeersen is een natuurgebied in een meander van de Schelde in de Belgische gemeente Wichelen. Ten westen van de Bergenmeersen en aan de overkant van de Schelde liggen Uitbergen en een deel van de Kalkense Meersen; ten oosten overstromingsgebied Paardenweide. Het maakt deel uit van het Natura 2000-gebied 'Schelde en Durme-estuarium van de Nederlandse grens tot Gent'.
Bergenmeersen was vroeger een functioneel gecontroleerd overstromingsgebied (GOG) dat bij stormvloed water kon bergen. In het kader van het Sigmaplan werd het gebied in 2013 een gecontroleerd overstromingsgebied met gecontroleerd gereduceerd getij (GOG-GGG). Bij vloed passeert een beperkte hoeveelheid water de in- en uitwateringssluis, bij eb stroomt het terug naar de rivier. Bij spring- en stormtij functioneert de Bergenmeersen als een gewoon overstromingsgebied. Door de introductie van geregelde overstromingen herbergt de Bergenmeersen relatief zeldzame getijdennatuur.